# Грбови рејона Карелије

Грбови рејона Карелије обухвата галерију грбова административних јединица руске федералне републике Карелије, са статусом градских округа и рејона, те њихове историјске грбове (уколико их има).
Већина грбова настала је након проглашење Републике Карелије 1992. године.

## Грбови округа и рејона
- 1 — Грб рејона 
 Беломорски
- 2 — Грб рејона 
 Калеваљски
- 3 — Грб рејона 
 Кемски
- 4 — Грб рејона 
 Кондопошки
- 5 — Грб рејона 
 Лахденпошки
- 6 — Грб рејона 
 Лоушки
- 7 — Грб рејона 
 Медвежегорски
- 8 — Грб рејона 
 Мујезерски
- 9 — Грб рејона 
 Олонецки
- 10 — Грб рејона 
 Питкјарантски
- 11 — Грб рејона 
 Приоњешки
- 12 — Грб рејона 
 Прјажињски
- 13 — Грб рејона 
 Пудошки
- 14 — Грб рејона 
 Сегешки
- 15 — Грб рејона 
 Сортаваљски
- 16 — Грб рејона 
 Суојарвски